# Républicains sociaux
Pour l’article homonyme, voir Républicain social.
Les Républicains sociaux (RS), ou Centre national des républicains sociaux (CNRS), est un groupe parlementaire français, devenu également quelque temps plus tard un parti politique, soutenant l'action de Charles de Gaulle entre 1955 et 1958.

## Historique
Groupe parlementaire fondé le 26 mai 1953 par les députés RPF restés fidèles à Charles de Gaulle, l'Union des Républicains d'action sociale (URAS ; ex-groupe RPF) devient le groupe des Républicains sociaux le 17 juin 1954. 
Le Centre national des Républicains sociaux (CNRS) est officiellement fondé autour de ce groupe parlementaire le 18 novembre 1955, soit deux mois après la mise en sommeil officielle du Rassemblement du peuple français (RPF). Son premier congrès se déroule à Asnières du 18 au 20 novembre et désigne comme président du parti Jacques Chaban-Delmas, qui était déjà président du groupe parlementaire gaulliste depuis la fondation de l'URAS. Roger Frey devient quant à lui secrétaire général.
Ils obtiennent un faible score lors des élections législatives de janvier 1956 (840 000 voix, soit environ 4 % des suffrages et 21 députés). Ils firent partie du Front républicain avec la SFIO de Guy Mollet, les radicaux-socialistes de Pierre Mendès France et l'UDSR de François Mitterrand. Mais beaucoup d'autres gaullistes, y compris des républicains sociaux dissidents, se sont aussi ralliés à la majorité de droite sortante dominée par le MRP et le CNIP. 
En janvier 1958, Edmond Michelet devient président du parti et succède à Chaban-Delmas. Aux côtés du secrétaire général Roger Frey, ils seront tous les trois membres fondateurs de l'Union pour la nouvelle République (UNR) en octobre de la même année.

## Personnalités

### Présidents
- 1954 - 1958 : Jacques Chaban-Delmas
- 1958 : Edmond Michelet

### Autres personnalités
- Jean Bertaud
- Marcelle Devaud
- Jacques Mer
- Marie-Pierre Kœnig
- Jacques Soustelle
- Henry Torrès
- Jean-Baptiste Biaggi

## Historique des partis et mouvements gaullistes et leurs principaux dirigeants
- 1947 – 1955 : Rassemblement du peuple français (RPF) : Charles de Gaulle, Jacques Soustelle, Louis Terrenoire
- 1955 – 1958 : Républicains sociaux (RS) : Jacques Chaban-Delmas
- 1958 – 1962 : Union pour la nouvelle République (UNR) : Roger Frey, Jacques Richard
- 1962 – 1967 : Union pour la nouvelle République - Union démocratique du travail (UNR - UDT) : Jacques Baumel
- 1967 – 1976 : Union des démocrates pour la République (UDR) : Robert Poujade, Alain Peyrefitte, Jacques Chirac
- 1976 – 2002 : Rassemblement pour la République (RPR) : Jacques Chirac, Alain Juppé, Philippe Séguin, Michèle Alliot-Marie
- 2002 – 2015 : Union pour un mouvement populaire (UMP) : Alain Juppé, Nicolas Sarkozy, Jean-François Copé
- depuis 2015 : Les Républicains (LR) : Nicolas Sarkozy, Laurent Wauquiez, Christian Jacob